# Fernando Salgado
Fernando Norberto Salgado Salgado (nacido el 13 de enero de 1935 en Buenos Aires, Argentina) es un exfutbolista argentino. Jugaba de defensor y su primer club fue Ferro.

## Carrera
Comenzó su carrera en 1950 jugando para Ferro. Jugó para el club hasta 1953. En ese año se fue al Newell's Old Boys. Jugó para ese equipo rosarino hasta 1955. Luego, en 1956 se fue al Tigre. Jugó para el equipo Matador hasta 1958. Ese año se fue al Las Palmas, en donde estuvo ligado hasta 1959. En 1960 se fue a Racing Club en su regreso a la Argentina, retirándose en el año 1966.

## Clubes
| Club              | País      | Año       |
| ----------------- | --------- | --------- |
| Ferro             | Argentina | 1950-1953 |
| Newell's Old Boys | Argentina | 1953-1955 |
| Tigre             | Argentina | 1956-1958 |
| UD Las Palmas     | España    | 1958-1959 |
| Racing Club       | Argentina | 1960-1966 |